# Cuautitlán de García Barragán
Cuautitlán de García Barragán là một đô thị thuộc bang Jalisco, México. Năm 2005, dân số của đô thị này là 16408 người.